# No soy tu mami
No soy tu mami es una película de comedia romántica argentina de 2019 coescrita y dirigida por Marcos Carnevale. La cinta está protagonizada por Julieta Díaz, Pablo Echarri y Sebastián Wainraich.

## Sinopsis
Paula es directora de una revista para la mujer moderna: liberales, independientes y comprometidas. Las ventas tan bajas auguran un futuro bastante desolador y para salvar la publicación, se ve forzada a escribir una columna especial sobre maternidad. No tan cómoda para hablar sobre ese aspecto, Paula decide expresar lo que siente al respecto. Así nace la columna "Razones para no ser madre", donde se dedica a derribar todos los mitos sobre maternidad y que, de manera sorpresiva, se convierte en un suceso de ventas entre las madres y las no madres.

## Reparto
- Julieta Díaz como Paula
- Pablo Echarri como Rafael
- Sebastián Wainraich como Fernando
- Celina Font como Eva
- Daniela Pal como Mollo
- Valeria Lois como Antonia
- Sofía Orel Vladimirsky como Rocío
- Christian Sancho como Cristiano
- Marina Glezer como Pilar
- Magela Zanotta como Emilia
- Dolores Ocampo como Chechu
- Luciana Lifschitz como Eli
- Luisa Drozdek como Andre
- Andy Kusnetzoff como Locutor de radio
- Luca Martin como Community Manager
- Celina Parodi como Maestra Patricia
- Luciana Mastromaura como Maestra
- Luis Longhi como Santiago
- Susana Mirosmik como Abuela
- Miguel Ángel Politi como Abuelo